# Susanne Kschenka

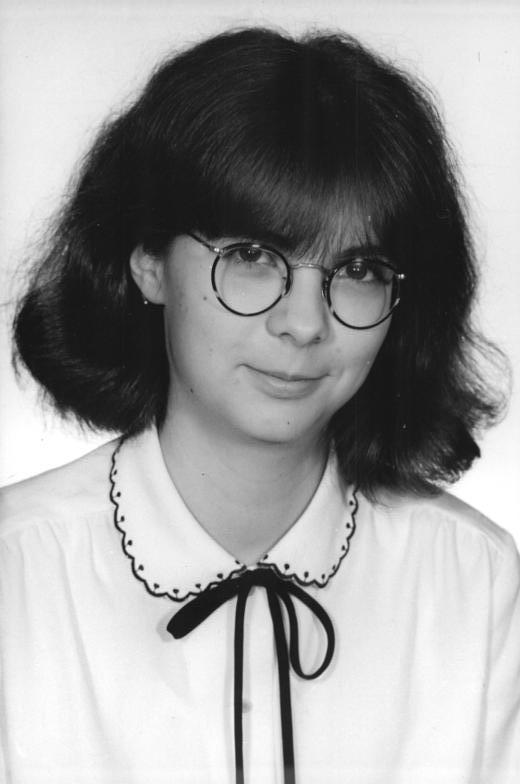
Susanne Seils (1990)

Susanne Kschenka (geb. Seils; * 23. Oktober 1964 in Naumburg) ist die derzeitige Stellvertreterin der Beauftragten des Landes Brandenburg zur Aufarbeitung der Folgen der kommunistischen Diktatur Maria Nooke. 1990 war Kschenka SPD-Abgeordnete der letzten Volkskammer und Mitglied deren Präsidiums.

## Leben
Kschenka wurde als Susanne Seils in Naumburg geboren. Von 1971 bis 1979 besuchte sie zunächst in Naumburg die Polytechnische Oberschule Fritz Weineck, anschließend die EOS Erich Weinert, die sie 1983 mit dem Abitur verließ. Danach studierte Seils an der Leipziger Karl-Marx-Universität bis 1987 Jura und Wirtschaft und schloss das Studium zunächst als Diplom-Juristin ab. Im Anschluss daran war sie bis 1990 als Wissenschaftliche Mitarbeiterin im  Konsistorium der Evangelischen Kirche der Kirchenprovinz Sachsen in Magdeburg tätig. Seit 1988 gehörte sie darüber hinaus zum Leitungskreis der Aktion Sühnezeichen. 1990 erwarb Seils noch die Anstellungsfähigkeit für Kirchenbeamte. 
Nach ihrer Abgeordnetentätigkeit in der Volkskammer war Kschenka von Herbst 1990 bis 1993 zunächst als Justitiarin in der Kreisverwaltung des Landkreises Forst/Lausitz tätig. Anschließend ging sie für zirka ein Jahr nach Rumänien, wo sie bis 1994 als Lehrerin für Deutsche Sprache am Theologischen Seminar der Ungarisch-Reformierten Kirche in Cluj-Napoca (Klausenburg) arbeitete. Nach ihrer Rückkehr nach Deutschland absolvierte Kschenka zwischen 1998 und 2000 ihr Referendariat und das abschließende zweite Staatsexamen bei der Justiz des Landes Brandenburg. Anschließend war sie bis 2004 als Sachbearbeiterin Bereich Recht-Grundsatz bei der Oberfinanzdirektion Cottbus tätig. Berufsbegleitend absolvierte Kschenka ab 2003 eine Zusatzausbildung in Mediation am Institut für StreitKultur ISK Prisma. Diese Ausbildung bereitete Kschenkas beruflichen Umstieg vor.
2004 fing sie beim späteren Demokratie und Integration Brandenburg e.V an. wo sie bis 2008 im Bereich Regionale Arbeitsstellen für Bildung, Integration und Demokratie, Brandenburg  (RAA Brandenburg) als Projektleiterin in der Forster Niederlassung in verschiedenen Bundes-Projekten zur Förderung der Partizipation Jugendlicher, Gemeinwesenarbeit sowie Arbeit mit jugendlichen Spätaussiedlern tätig war. Im Mai 2008 wechselte Kschenka zum Mobilen Beratungsteam in Cottbus im Rahmen des Brandenburgischen Instituts für Gemeinwesenberatung und war dort zehn Jahre tätig. Seit 2018 ist Kschenka Referentin für politisch-historische Erwachsenenbildung und Stellvertreterin der Landesbeauftragten zur Aufarbeitung der Folgen der kommunistischen Diktatur des Landes Brandenburg.

## Politischer Werdegang
Kschenka trat noch unter ihrem Mädchennamen Seils 1989 in die SDP der DDR ein. Für die mittlerweile in SPD umbenannte Partei, zu deren damaligen Parteivorstand sie gehörte, trat Seils als Kandidatin für die ersten freien Volkskammerwahlen im Wahlbezirk Magdeburg auf Listenplatz 2 an. Da die SPD in diesem Wahlbezirk acht Mandate erringen konnte, zog Seils für die SPD als Abgeordnete in das letzte DDR-Parlament ein. Innerhalb der SPD-Fraktion wurde sie dabei zur stellvertretenden parlamentarischen Geschäftsführerin gewählt, zusätzlich entsandte ihre Partei sie noch in Präsidium der Volkskammer. Nach der Auflösung des DDR-Parlaments trat die mittlerweile verheiratete Kschenka politisch nicht mehr in Erscheinung.